# كيت هانسن
كيت هانسن (بالإنجليزية: Kate Hansen)‏ هي متسابقة على الجليد بمزلاجة أمريكية، ولدت في 9 يونيو 1992 في بربانك في الولايات المتحدة.

## وصلات خارجية
- كيت هانسن على موقع FIL (الإنجليزية)
- كيت هانسن على موقع اللجنة الأولمبية الدولية (الإنجليزية)
- كيت هانسن على موقع أوليمبيديا (الإنجليزية)
- كيت هانسن على موقع اللجنة الأولمبية والبارالمبية الأمريكية (الإنجليزية)